# L'Homme à la chaussure rouge
Pour plus de détails, voir Fiche technique et Distribution.
L'Homme à la chaussure rouge (titre original : The Man with One Red Shoe) est un film américain réalisé par Stan Dragoti, sorti en 1985. Il s'agit du remake américain du Grand Blond avec une chaussure noire réalisé par Yves Robert en 1972.

## Synopsis
Cooper, le chef adjoint de la CIA, veut prendre la place de son patron. Celui-ci, au courant des agissements de son collaborateur, lui donne de fausses informations concernant un homme qui doit se présenter ce jour même à l'aéroport. Cooper soupçonne alors un inconnu aux chaussures dépareillées et met ses hommes à ses trousses. 

## Fiche technique
- Titre français : L'Homme à la chaussure rouge
- Titre original : The Man with One Red Shoe
- Réalisation : Stan Dragoti
- Scénario : Robert Klane, Yves Robert & Francis Veber
- Musique : Thomas Newman
- Photographie : Richard H. Kline
- Montage : Bud Molin & O. Nicholas Brown
- Producteur : Victor Drai
- Société de production et de distribution : 20th Century Fox
- Pays :  États-Unis
- Genre : Comédie
- Langue : Anglais
- Format : Couleur - Stéréo - 35 mm - 1.85:1
- Durée : 89 min
- Dates de sortie : 
  - États-Unis : 19 juillet 1985
  - France : 1987 (VHS)

## Distribution
- Tom Hanks (VF : William Coryn) : Richard
- Dabney Coleman (VF : Pascal Renwick) : Cooper
- Lori Singer (VF : Danièle Hazan) : Maddy
- Charles Durning (VF : Roger Lumont) : Ross
- Edward Herrmann : Brown
- James Belushi (VF : Patrick Préjean) : Morris
- Carrie Fisher (VF : Dominique MacAvoy) : Paula
- Gerrit Graham : Carson
- Tom Noonan (VF : Marc Alfos) : Reese
- Irving Metzman (VF : Christian Pelissier) : Virdon
- David L. Lander (VF : Bernard Soufflet) : Stemple
- Ritch Brinkley (VF : Raoul Delfosse) : Hulse
- Franck Hamilton : Edgar
- Dortha Ducksworth : Natalie
- George Martin : le président du Sénat